# Phoxichilidium quadradentatum
Phoxichilidium quadradentatum is een zeespin uit de familie Phoxichilidiidae. De soort behoort tot het geslacht Phoxichilidium. Phoxichilidium quadradentatum werd in 1942 voor het eerst wetenschappelijk beschreven door Hilton. 